# Ракетний комплекс
Ракетний комплекс (скор. — РК) — сукупність функціонально і технологічно взаємопов'язаних ракет конкретного типу, технічних засобів і споруд, призначених для підтримки їх в готовності до застосування, пуску ракет, управління їх польотом і виконання інших завдань (наприклад, захисту ракети від впливу вражаючих факторів зброї противника). РК включає балістичні або крилаті ракети з ядерним або звичайним зарядом і спеціальне обладнання (наземне, корабельне, авіаційне).
Конкретний склад, структура і технічний вигляд РК і його окремих елементів різноманітні й залежать від його призначення, організаційної приналежності, способу базування, типу ракети, умов бойового застосування тощо. Так, якщо переносний ПТРК масою 16-20 кг складається, як правило, з найпростішої пускової установки (ПУ) і легкої ракети, то наземний РК стратегічного призначення, крім ракети масою від декількох десятків до сотень тонн і ПУ, зазвичай має вигляд складного і громіздкого спорудження (агрегата), що може включати командний пункт (КП), системи та засоби зв'язку, транспортно-перевантажувальне обладнання, засоби заправки (для ракет з РРД), забезпечення бойового чергування, технічного забезпечення, електропостачання та ін. Особливість авіаційних і корабельних РК - наявність в них пристроїв і систем, єдиних і для інших видів озброєння розміщених на відповідному носії, а також використання для своєї роботи загальнолітакових (загальнокорабельних) технічних засобів.
Бойові можливості РК визначаються параметрами цілі, характеристиками і способом бойового застосування озброєння противника використовується для впливу на РК, а також його власними властивостями і тактико-технічними характеристиками (ТТХ). Основними властивостями РК є:
- живучість,
- боєготовність,
- ефективність дії по цілі,
- здатність долати протидію супротивника,
- надійність,
- керованість,
- досяжність.

Ці властивості забезпечуються відповідними ТТХ РК:
- дальність польоту ракети,
- точність стрільби,
- потужністю і кількістю бойових зарядів в складі бойового оснащення ракети,
- ступенем захисту ракети від уразливих факторів зброї противника,
- часом підготовки ракети до пуску,
- габаритно-масовими характеристиками ракети і пускової установки,
- ресурсом роботи окремих агрегатів і систем тощо.

Перші ракетні комплекси, що відповідають сучасним уявленням про них, з'явилися в середині 1940-х років в Німеччині (в кінці Другої світової війни), потім в СРСР і США.

## Класифікація
За цільовим призначенням ракетні комплекси поділяються на:
- бойові
  - ударні
    - тактичні
    - оперативно-тактичні
    - стратегічні

  - спеціального призначення
    - зенітні
    - протиракетні
    - протитанкові
    - протикорабельні
    - протичовнові тощо
- дослідницькі
  - космічні
  - геофізичні
  - метеорологічні тощо
- навчальні.

За способом базування розрізняють:
- стаціонарні ракетні комплекси
- рухомі
  - переносні (наприклад ПЗРК),
  - возимі,
  - буксировані,
  - самохідні.

За місцем розташування та середовищем функціонування виділяють:
- наземні РК:
  - стаціонарні
    - відкриті,
    - підземні,

  - рухомі
    - ґрунтові,
    - залізничні,
- корабельні РК:
  - надводні,
  - підводні,
- авіаційні РК:
  - на літаках,
  - на гелікоптерах;

Розміщення РК в космосі, на дні морів і океанів або в його надрах заборонено міжнародними угодами.